# Веронезе, Джузеппе
Джузеппе Веронезе (итал. Giuseppe Veronese; 7 мая 1854, Кьоджа, Венеция — 17 июля 1917, Падуя, Венеция) — итальянский математик.

## Биография
Родился 7 мая 1854 года в Кьодже. В 1873 году Веронезе поступил в Высшую политехническую школу Цюриха, но вскоре начал математическую переписку с Луиджи Кремоной, который в это время был в Риме, и по его совету перебрался в Римский университет.

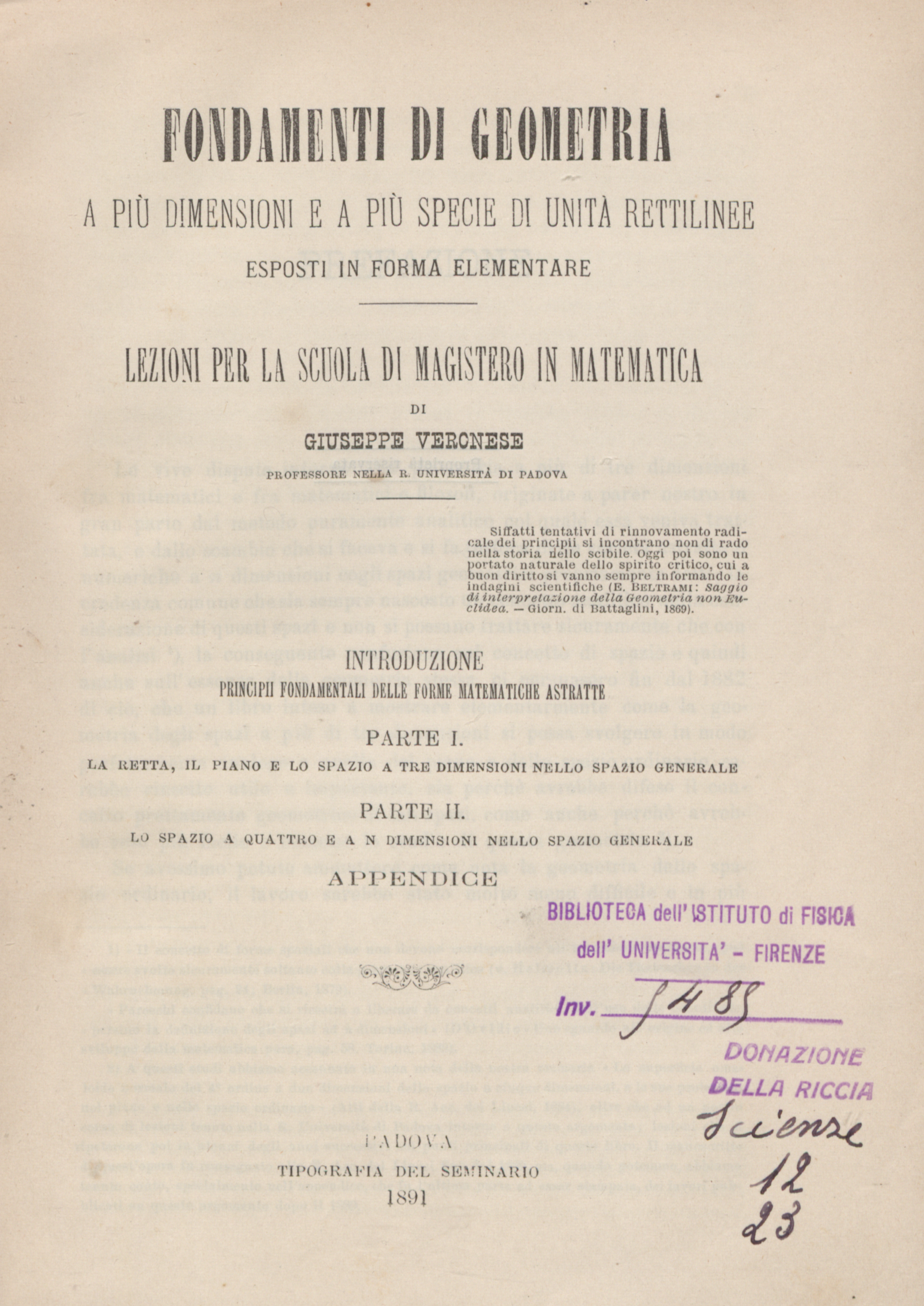
Fondamenti di geometria a piu dimensioni e a piu specie di unità rettilinee, 1891

В 1876 году, благодаря своей работе по теореме Паскаля, был назначен ассистентом по аналитической геометрии. В 1881 году получил пост профессора алгебраической геометрии в Падуанском университете, освободившийся после смерти выдающегося итальянского математика Джусто Беллавитиса, и занимал его до конца жизни.
В 1880 году Веронезе описал n-мерную проективную геометрию, показав, что при попытке спроектировать простую поверхность в многомерном пространстве на трёхмерное проективное подпространство возникают дополнительные трудности. Он считается одним из основателей этого предмета: благодаря ему темы, ранее считавшиеся предметом линейной алгебры, стали частью геометрии. Около 1890 года Веронезе предложил определение неархимедового линейного континуума; наиболее известная его работа — Fondamenti di geometria a più dimensioni e a più specie di unità rettilinee esposti in forma elementare — была опубликована в 1891 году. Эти работы критиковались Пеано и Кантором как необоснованные, однако Веронезе впервые высказал многие оригинальные идеи, и, в частности, благодаря ему стало понятно, какие проблемы нуждаются в более строгой разработке. Гильберт, доказавший непротиворечивость неархимедовых систем, охарактеризовал работы Веронезе как глубокие.